# Моріс Фіцджеральд, 2-й лорд Оффалі

Герб ФітцДжеральдів.

Моріс Фітцджеральд (англ. Maurice Fitzmaurice FitzGerald I, 2nd Lord of Offaly; 1194 — 20 травня 1257) — ІІ лорд Оффалі, ірландський аристократ нормансько-валлійського походження, військовий діяч, юстиціарій Ірландії в 1232—1245 роках. Воював з ірландськими кланами, на посаді юстиціарія Ірландії «прославився» вкрай жорстокими методами, за це його критикував король Англії Генріх III. Титул лорда Оффалі успадкував його син — Моріс ФітцДжеральд, що став III лордом Оффалі.

## Життєпис
Моріс ФітцДжеральд — ІІ лорд Оффалі народився в Ірландії в 1194 році. Він був сином Джеральда ФітцМоріса — І лорда Оффалі та Єви де Бермінгем (померла десь в 1223—1226 роках). Моріс успадкував титул лорда Оффалі 15 січня 1204 року після смерті його батька. У 1217 році він був посвячений в лицарі у віці 23 роки. У 1224 році він заснував Південне абатство Йол (Югал) — чоловічий монастир ордену Францисканців і назвав його на честь святого Миколая.
Моріса ФітцДжеральда викликали до Лондона і наказали супроводжувати короля Англії Генріха III в Пуату та Гасконь в жовтні 1209 року. 
У вересні 1232 року він отримав посаду юстиціарія Ірландії. Займав цю посаду він до 1245 року. Його репутація була заплямована чутками, що він був причетний до смерті Річарда Маршалла — III графа Пембрук у 1234 році. Моріс ФітцДжеральд зустрівся з Річардом Маршаллом в битві під Керраг 1 квітня 1234 року. Річард Маршалл був поранений і помер незабаром після цього. Ходили чутки, що Моріс зрадив Маршалла і навмисно підлаштував так, щоб його поранили вороги. У лютому 1235 року король Англії Генріх III сказав, що Моріс «неприємна людина, більш того, він дуже жорстокий при виконанні мандату короля». У тому ж році Моріс ФітцДжеральд воював з ірландським королівством Коннахт намагаючись його завоювати. У наступні роки він багато разів збирав армію і воював проти ірландських кланів. Це було в 1241, 1242, 1246, 1247, 1248 роках. У «Літописі Чотирьох Майстрів» є запис, що в 1247 році Мелаглін О'Доннелл , король Тір Конайллу був убитий Морісом ФітцДжеральдом.
У 1245 році Моріс ФітцДжеральд був звільнений з посади юстиціарія Ірландії за те, що він запізнився з відправкою військ королю, коли той воював в Уельсі. Його наступником на цій посаді став Джон ФітцДжеффрі. У тому році він почав будівництво замку в Слайго. У 1250 році він отримав посаду комісара фінансів Ірландії та члена Ради Ірландії. Він заснував монастир ордену Домініканців в Слайго. Саме тому в Ірландії його називали Брахайр (ірл. — Brathair) — «чернець». Моріс відвідав англійський королівський двір в січні 1252 року, потім отримав терміновий виклик короля в 1254 році.

## Шлюб та діти
Моріс ФітцДжеральд одружився з Джуліаною де Коган — дочкою сера Вільяма де Когана. З нею було в нього четверо синів:
- Джеральд ФітцМоріс ФітцДжеральд (пом. 1243) — одружився з жінкою, чиє ім'я втрачено історією, з нею у нього був син — Моріс (помер в липні 1268 року) і дочка — Юліана (померла після 1309 року).
- Моріс ФітцДжеральд — III лорд Оффалі (1238 — до 10 листопада 1286 року) — перший шлюб з Мод де Прендергаст, з нею у нього було дві дочки. Вдруге одружився з Еммелін Лонгеспі.
- Девід ФітцМоріс ФітцДжеральд — помер бездітним
- Томас Фітцморіс ФітцДжеральд (помер 1271 року в Лох-Маск) — одружився з Рогезією де Сент-Майкл, батько Джона ФітцДжеральд ,І граф Кілдер, IV лорд Оффалі.

## Смерть
У 1257 році Моріс і армія воювала з ірландцями, яких очолював Гофрайд О'Домнайлл (ірл. — Gofraidh Ó Domhnaill) — король ірландського королівства Тір Конайлл. Битва відбулась під Кредан, що нині в графстві Слайго. У цій битві Моріс був тяжко поранений і помер потім у Францисканському монастирі Йогал 20 травня 1257, у віці 63 років. У «Літописі Чотирьох Майстрів» є запис, що татується 1257 роком і там записано таке: «Моріс ФітцДжеральд, що був деякий час лорд-юстиціарієм Ірландії, руйнівник Ірландії та нищитель ірландців помер». Ірландською мовою цей запис виглядає так: «Muiris macGerailt lustis Ereann re h-edh diosccaoilteach Gaoidheal d'écc».
Йому успадкував титул лорда Оффалі його син — Моріс ФітцДжеральд, що став III лордом Оффалі. Але на це законно претендував його онук — Моріс — син старшого сина Джеральда.